# Parque natural del Litoral Norte
El Parque Natural del Litoral Norte es un área protegida de Portugal, sustituyendo al área de Paisaje Protegido del Litoral de Esposende (APPLE). El parque natural del Litoral Norte se extiende a lo largo de 16 km de costa, entre la hoz del río Neiva y la zona sur de la Apúlia, en  el área administrativa del municipio de Esposende.
Está constituido por playas fluviales y marítimas, con arrecifes, dunas, pinares, carballaresy zonas agrícolas, más allá de incontables arroyos que desaguan directamente en el mar. Los principales cursos de agua son el río Neiva y el río Cávado, este con un estuario de enormes dimensiones.
Esta área protegida fue creada para conservar sus valores naturales, físicos, estéticos, paisajísticos y culturales, con especial relieve para la preservación de los sistema dunares.

## Parque

### Morfología
El parque natural del Litoral Norte, está en un segmento costero de la región norte de Portugal. Las zonas costeras presentan características especiales que resultan del contacto del ambiente oceánico con el continente, en el caso del parque natural del Litoral Norte es una atracción turística para las poblaciones de los centros urbanos próximos como Braga, Barcelos, Viana del Castillo, Guimarães y Oporto.

### Clima

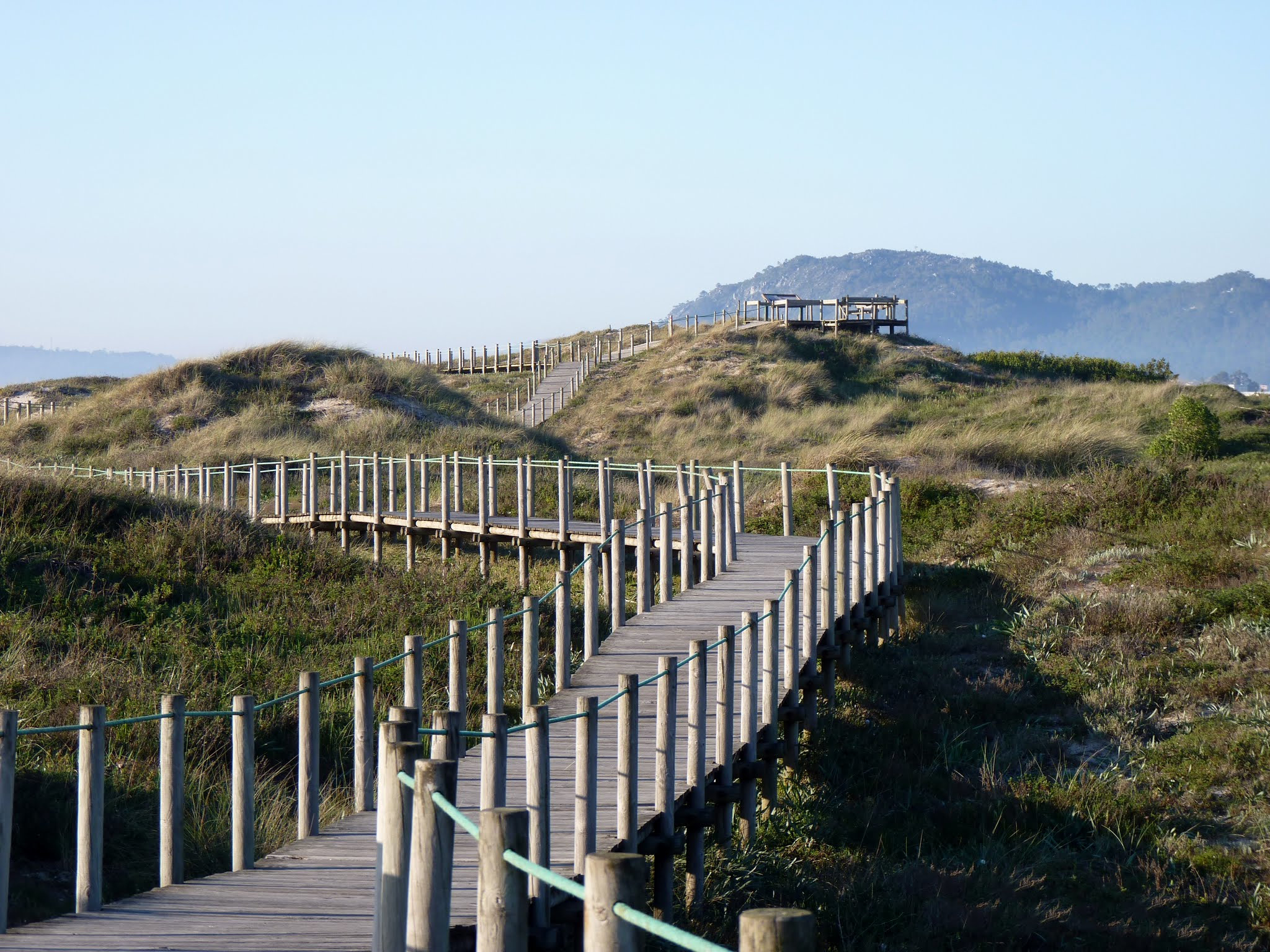
Pasarelas.

El clima en la región del parque natural del Litoral Norte es el resultado de su situación geográfica. Su proximidad con el océano, hace  que el parque esté constantemente afectado por masas de aire provenientes del Atlântico  con mucha humedad, además de eso el parque también tiene muchas influencias Mediterráneas en su clima.
La temperatura media anual del parque se sitúa en unos 14 °C, siendo que los valores medios mensuales, en el Verano, se sitúan en los 20 °C y en el Invierno en 9 °C.
La humedad media del parque es elevada debido a la proximidad del océano, no siendo nunca inferior a 70%, los meses de Invierno.

### Flora
En el parque natural del Litoral Norte están inventariadas 240 especies de plantas estando distribuidas por las dunas, lagunas costeras, bosques de pino y carballos.

#### En el litoral

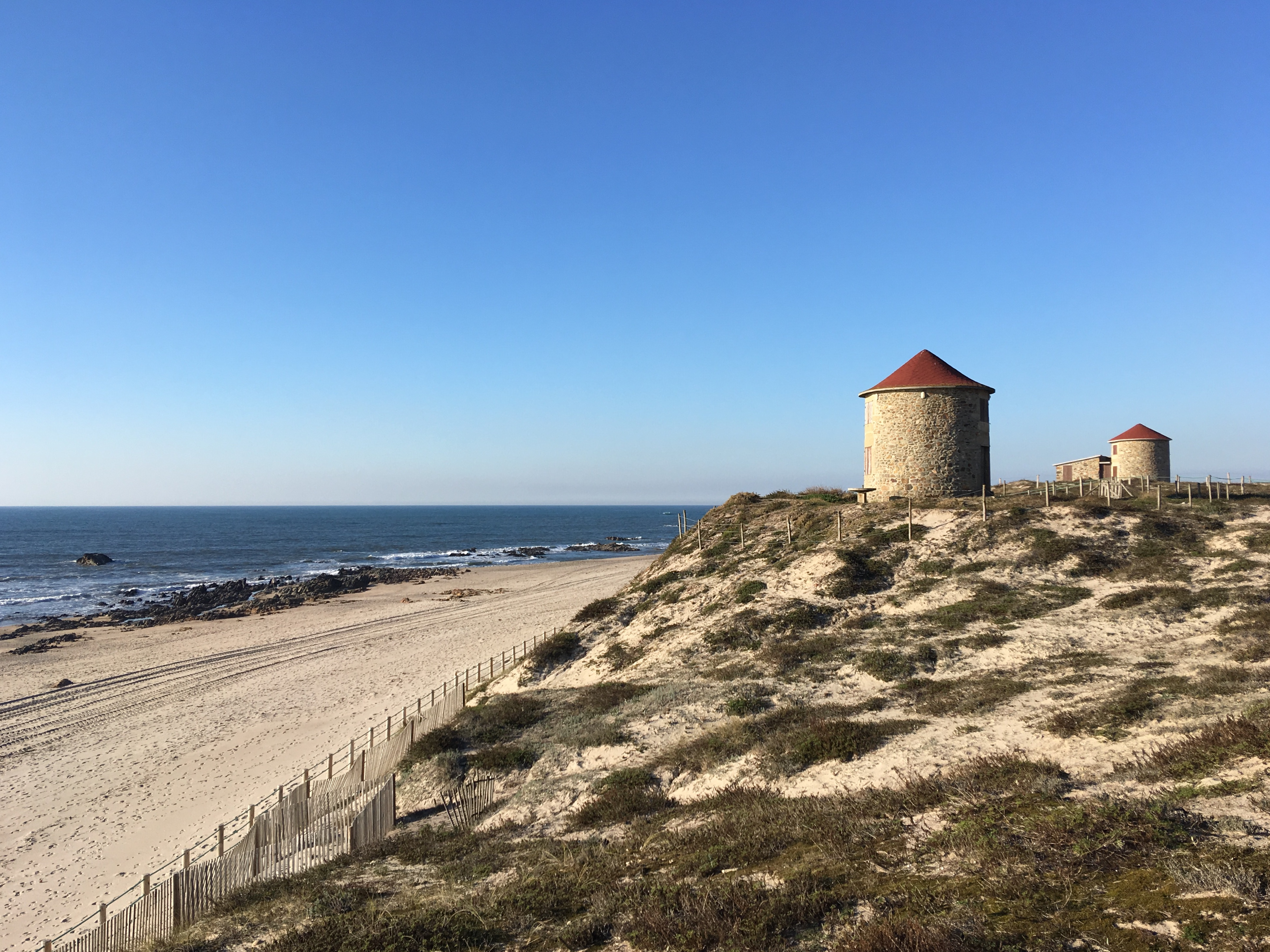
Dunas.

En el litoral, la vegetación es de extrema importancia en la fijación de arenas y formación de dunas, encontramos las siguientes especies:
- Eruca Marítima (Cakile Maritum)
- Cardo-Marino (Eryngium maritimum)
- Feno-de las-Arenas (Elymus farctus)
- Estorno (Ammophila arenaria)
- Cordeirinho-de la-Playa (Otanthus maritimus)

También diversas especies de uña de gato Carpobrotus edulis) y la acacia (Acacia longifolia), fueron introducidas para fijar las arenas dunares.

#### En el pinar
En el pinar se encuentra mayoritariamente pinos, las mayores manchas se encuentran en la zona de la Apúlia y de Fão, siendo el pino rodeno el predominante.

#### En el estuario
En los estuarios se encuentran predominantemente especies adaptadas a la sal, debido a las zonas zonas pantanosas y saladas y porque están cerca del mar. Tenemos por lo tanto:
- Saucedas
- Gramatas

Los prados salados y los tojos son los hábitats que existen en mayor abundancia, en especial en el Río Cávado, donde surgen especies como el junco (Juncus acutus) .

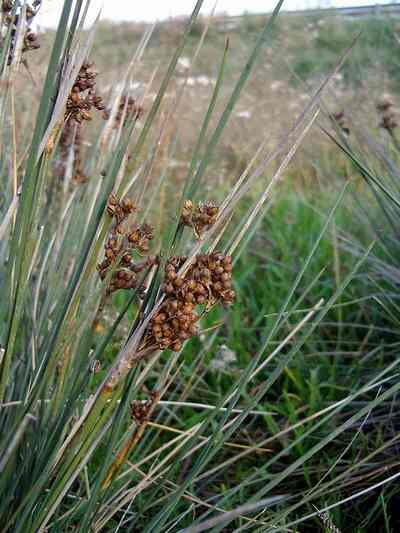
Junco
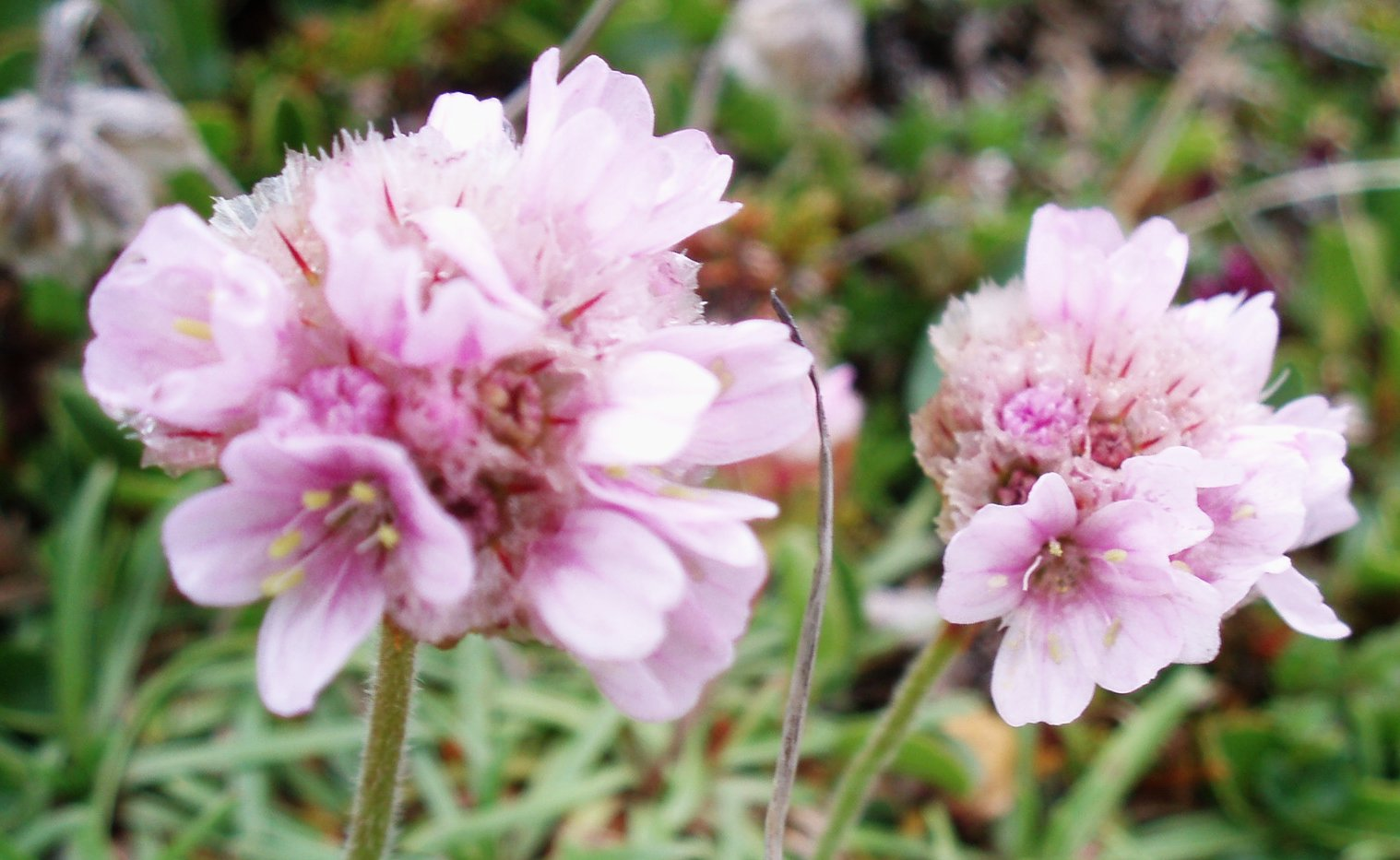
Arméria
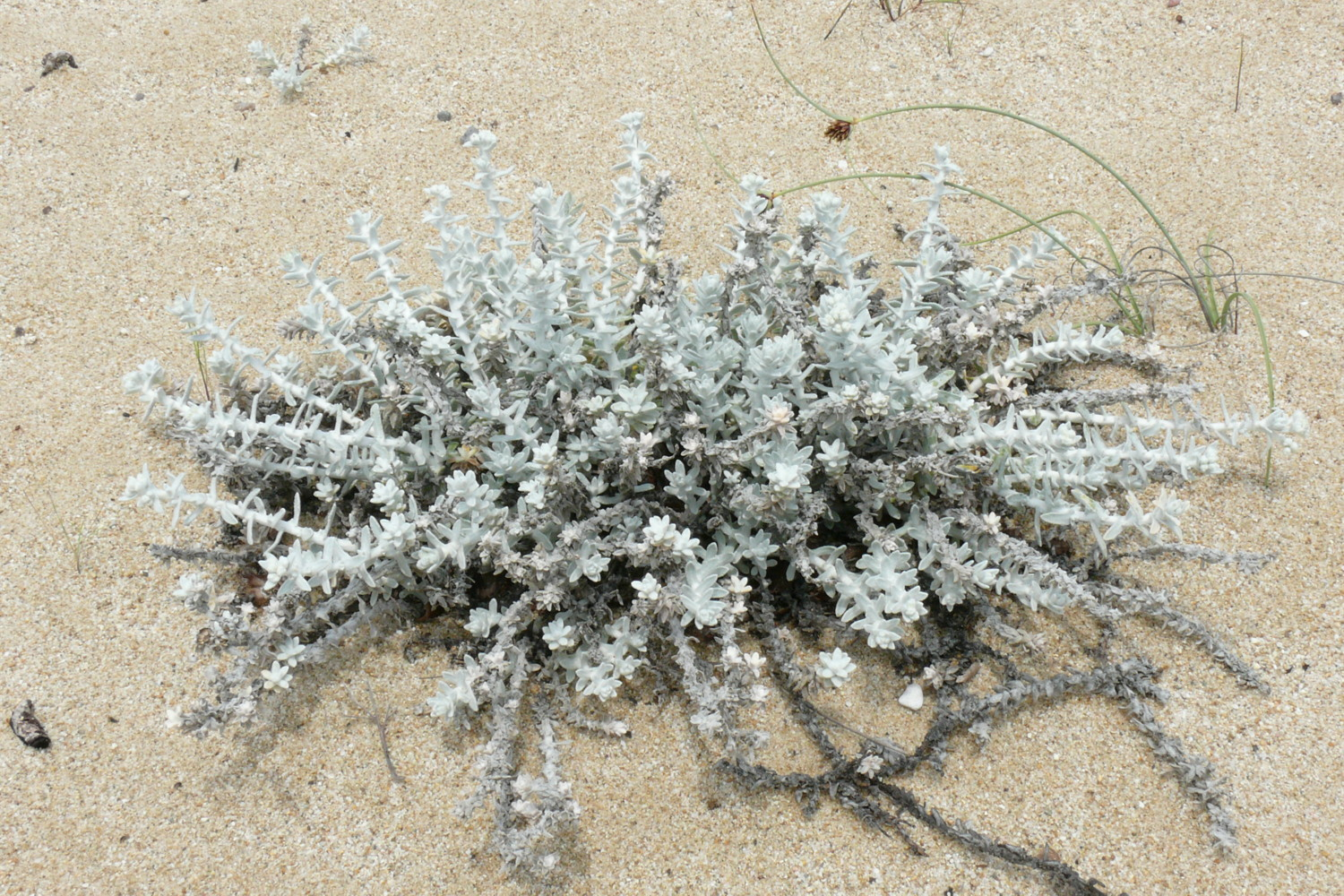
Cordeirinhos de la Playa
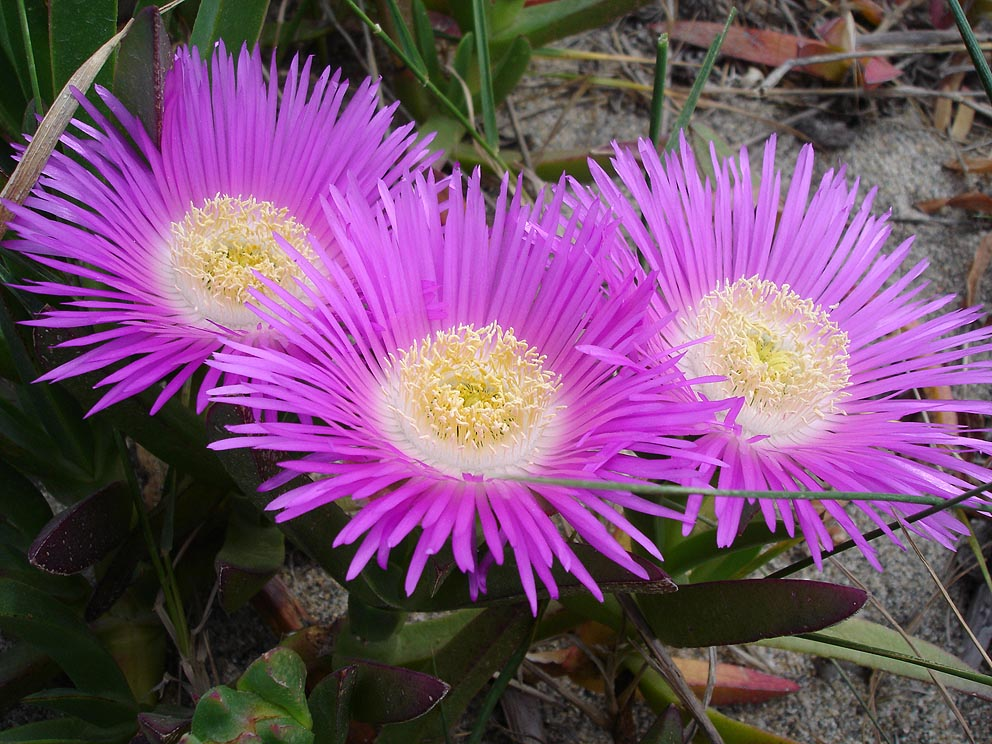
Uña de gato

### Fauna
En el parque natural del Litoral Norte fueron inventariadas 220 especies de vertebrados, considerando: 117 aves, 10 mamíferos, 6 reptiles, 6 anfibios y 72 especies de peces.
Tenemos como ejemplo:
Anfibios:
- Rana de hocico puntiagudo (Discoglossus galganoi)

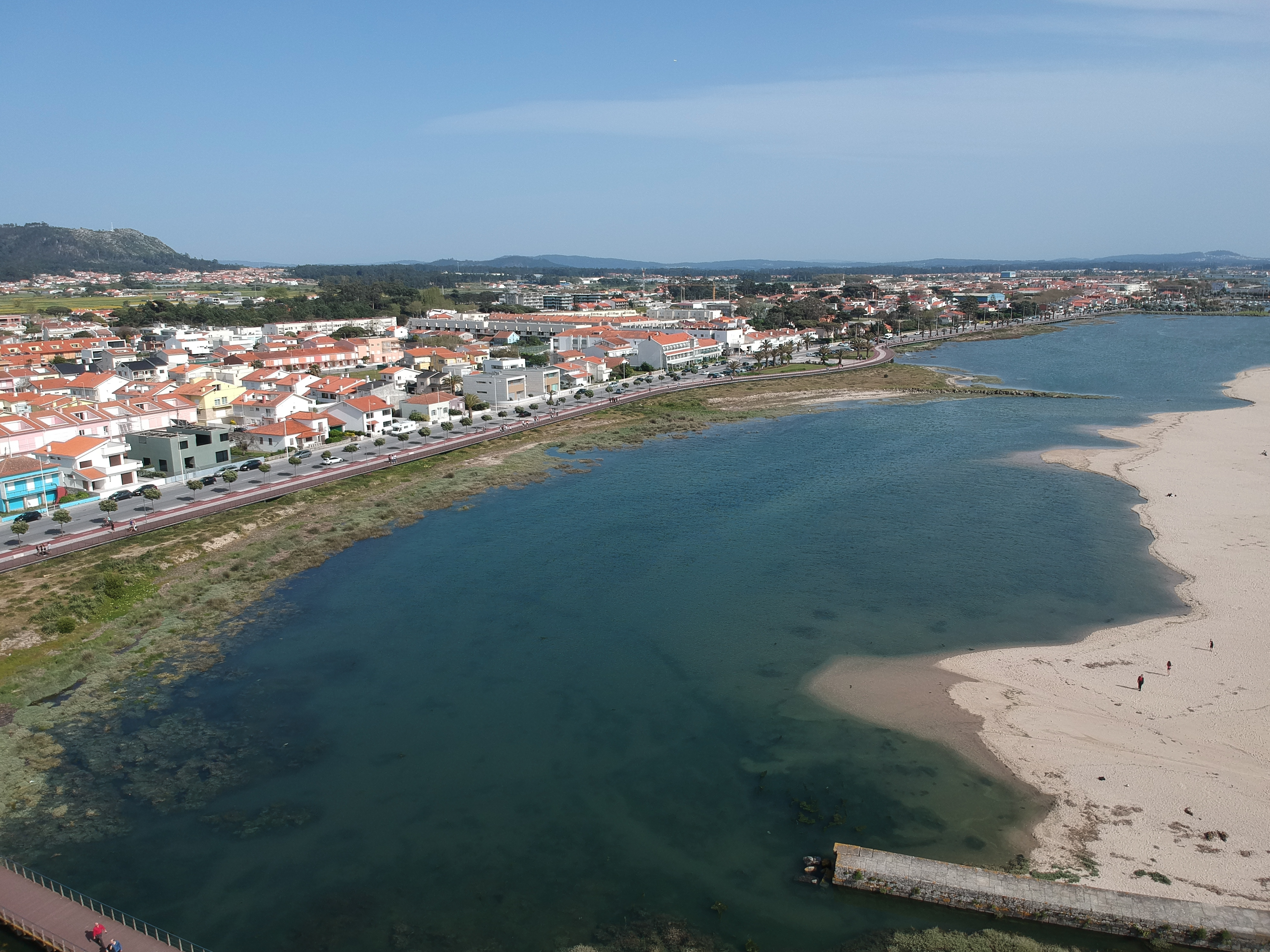
Vista aérea de Esposende.

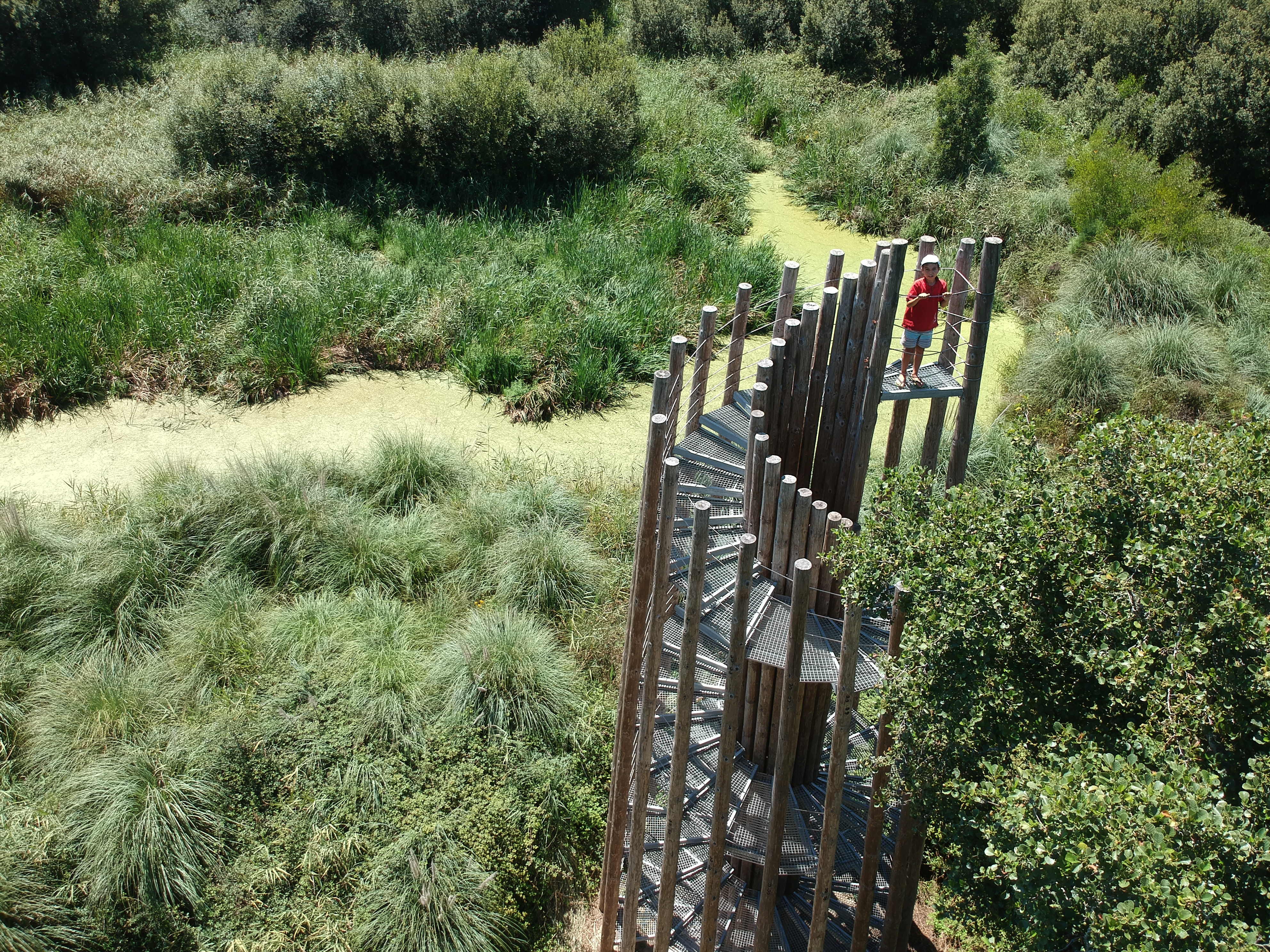
Lagoa de Apúlia.

- Sapo de uña negra (Pelobates cultripes)
- Sapo corredor (Bufo calamita)
- Rana arborícola (Hyla arborea)

Reptiles:
- Lagartija(Lacerta lepida)
- Lagarto de agua (Lacerta schreiberi)

- Anguila (Anguilla anguilla)
- Lamprea (Petromyzon marinus)
- Alosa (Alosa fallax)
- Liza (Liza ramada)

Aves:
- Mergulhão-de-cuello-negro (Podiceps nigricollis)
- Cuervo- marino (Phalacrocorax aristotelis),
- Azor (Accipiter gentillis),
- Águila(Circus aeruginosus),
- Águila pescadora (Pandion haliaetus),
- Ruiseñor (Acrocephalus scirpaceus)

Mamíferos:
- Nutria (Lutra lutra)
- Turón (Mustela putorius)
- Musaraña

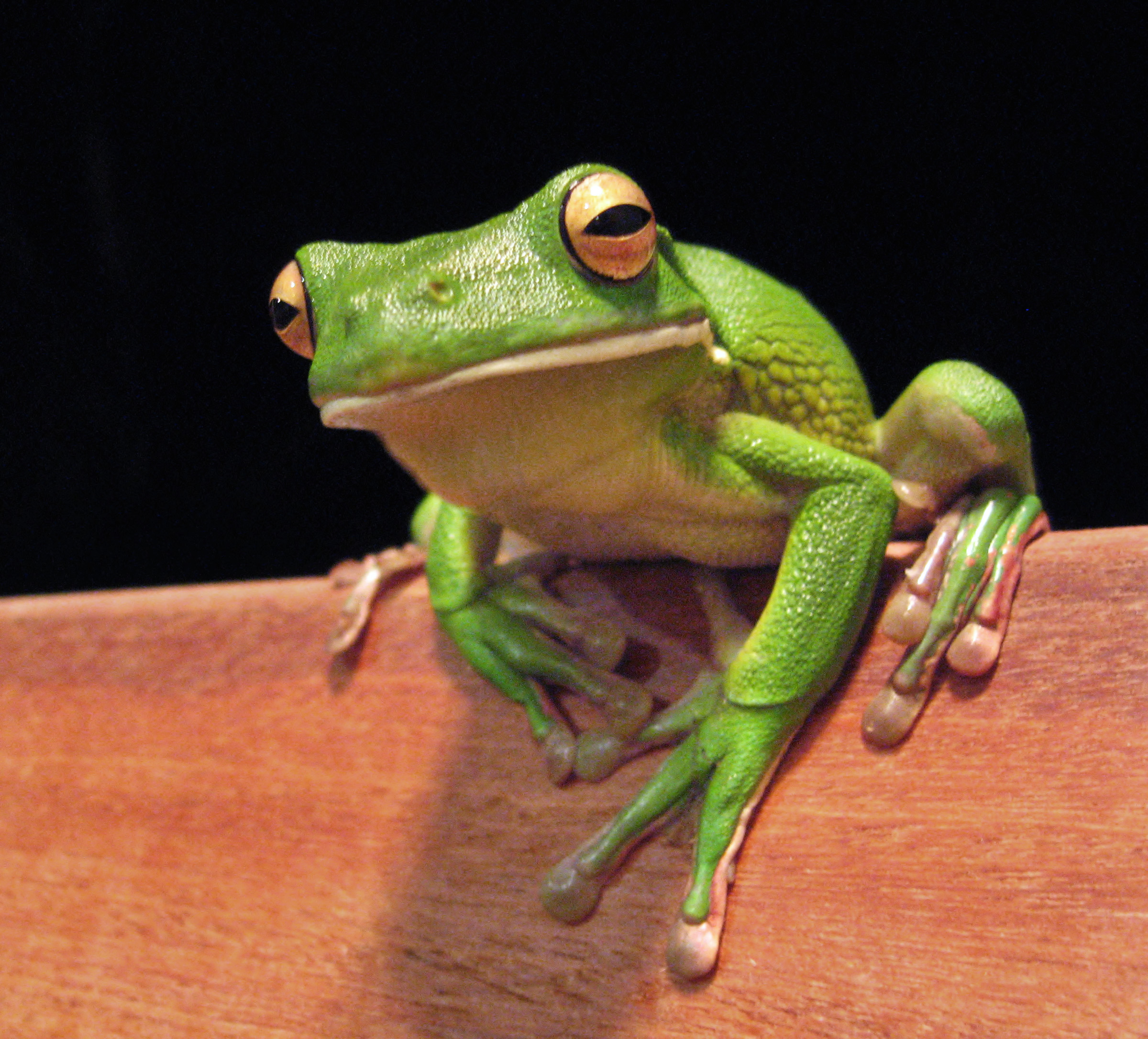
Rana
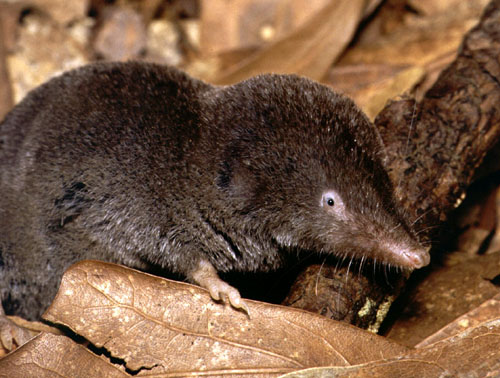
Musaraña
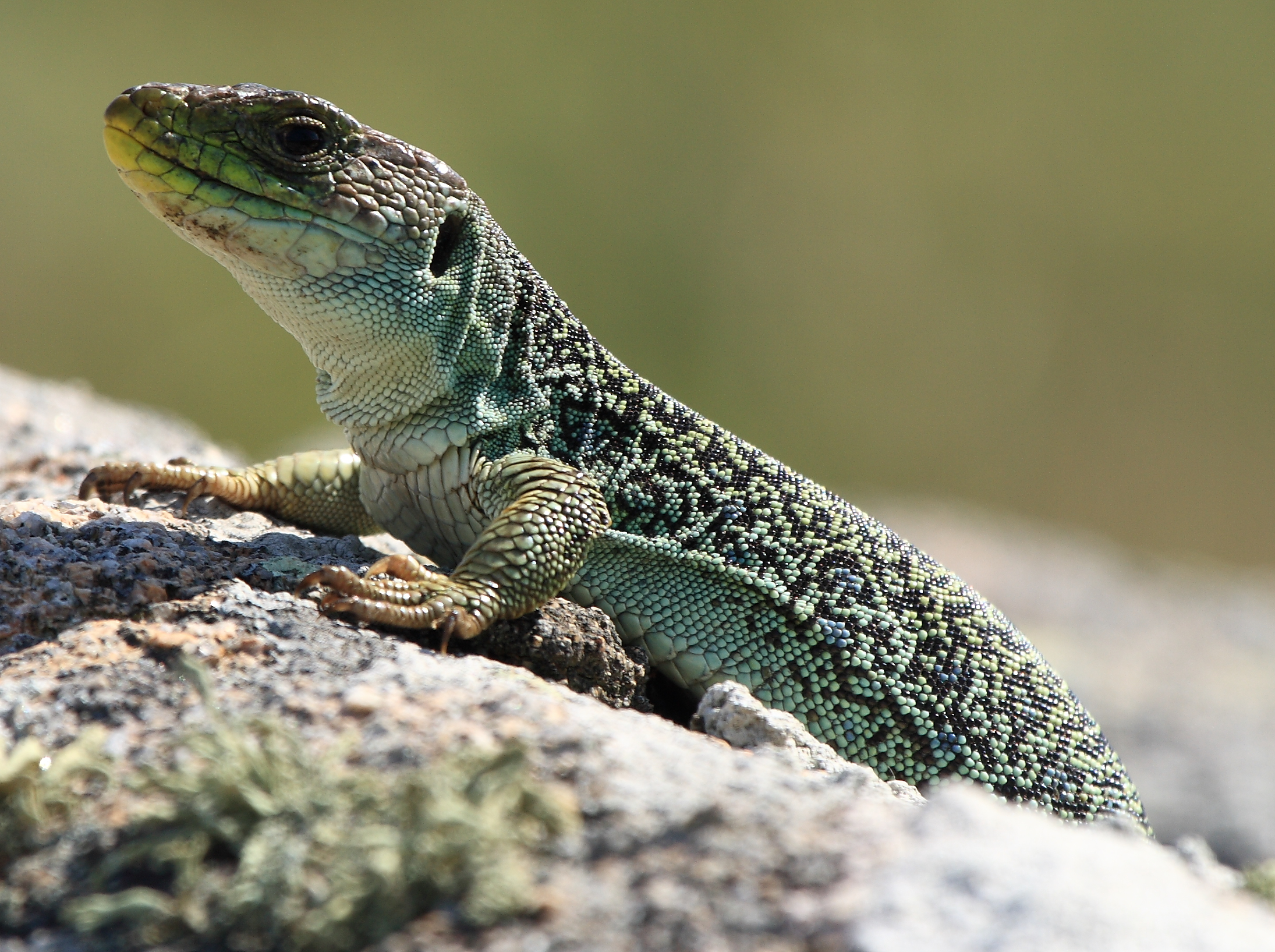
Lagarto
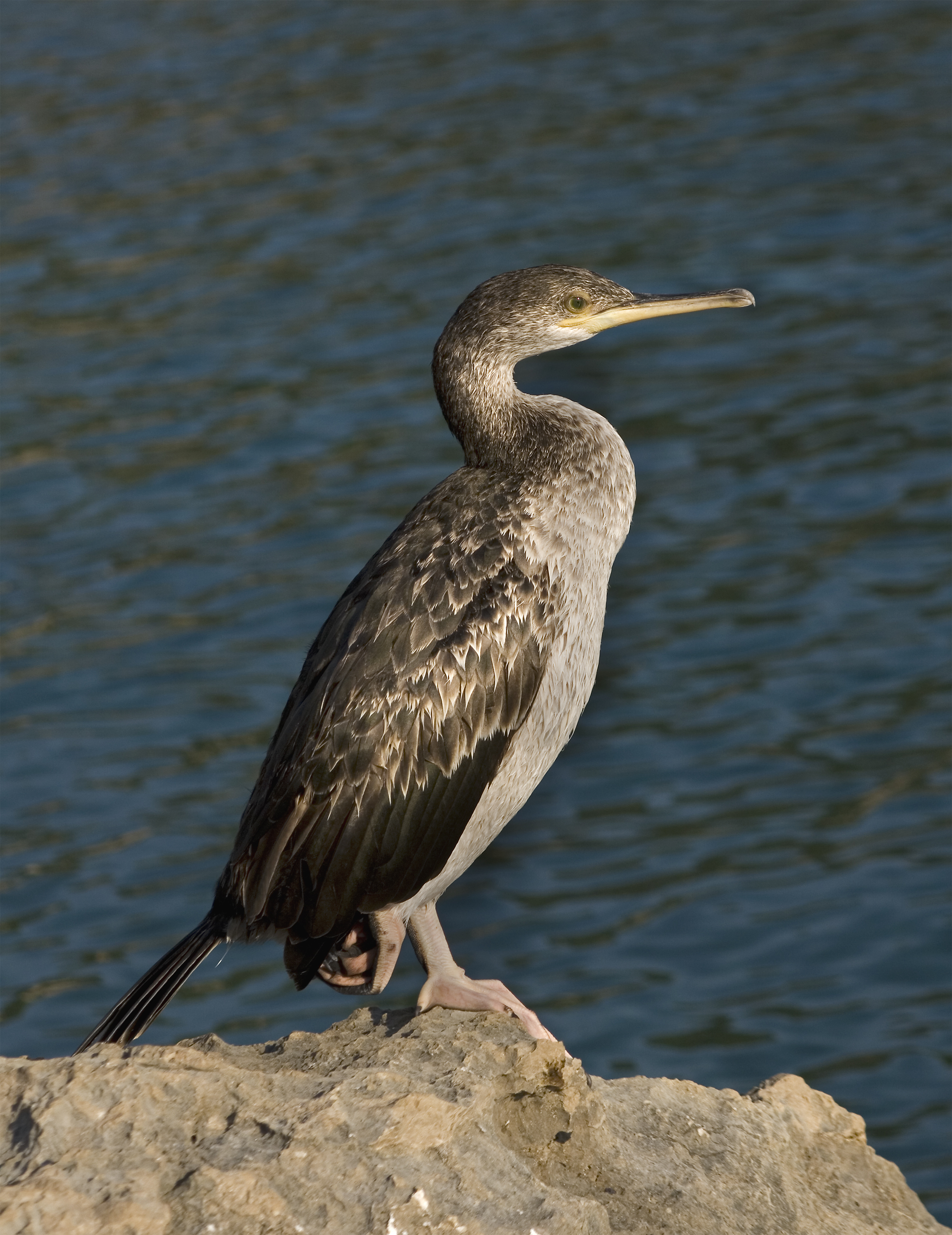
Cuervo marino
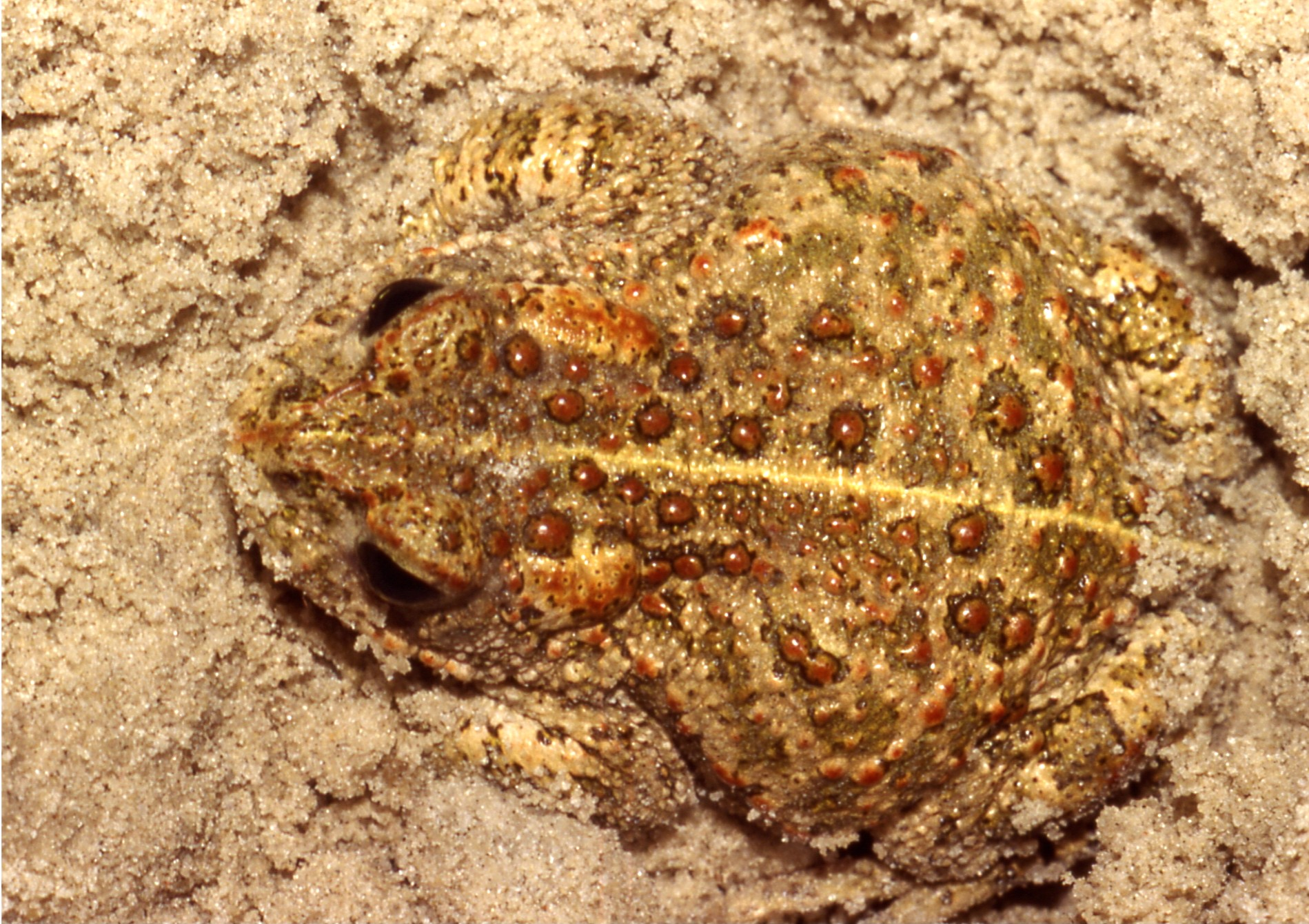
Sapo corredor